# Kale (satelit)
Kale /'ka.le/, cunoscut și sub numele de Jupiter XXXVII, este un satelit retrograd neregulat al lui Jupiter . A fost descoperit în 2001 de astronomii Scott S. Sheppard⁠(d), D. Jewitt și J. Kleyna și a fost inițial desemnat ca S/2001 J 8 .  
Kale are aproximativ 2 kilometri (1,2 mi) în diametru și orbitează în jurul lui Jupiter la o distanță medie de 22,409 Mm în 736,55 zile, la o înclinație de 165° față de ecliptică (166° față de ecuatorul lui Jupiter), în sens retrograd și cu o excentricitate orbitală de 0,2011.
A fost numit în august 2003  după Kale, una dintre Grații ( greacă: Χάριτες, latină Gratiae), fiicele lui Zeus (Jupiter). Potrivit unor autori, Kale este soția lui Hefaistos (deși majoritatea o au pe Afrodita să joace acest rol).
Aparține grupului Carme, alcătuit din sateliți retrograzi neregulați care orbitează în jurul lui Jupiter la o distanță cuprinsă între 23 și 24 Gm și la o înclinație de aproximativ 165°.